# Sušruta
Sušruta (v sanskrtu : सुश्रुत; 1200 př. n. l. Váránasí – ?) byl starověký indický lékař, autor Sušrutasanhity (Suśruta-saṁhitā), jež je jedním z nejdůležitějších dochovaných starověkých pojednání o medicíně, považovaném za základní text ájurvédy. Bývá nazýván „otec chirurgie“ nebo „otec plastické chirurgie“, kvůli detailním popisům chirurgických technik v textu. Bývá ale označován i za zakladatele jiných medicínských oborů, zvláště oftalmologie. Obvykle se usuzuje, že Sušruta žil kolem roku 600 př. n. l. ve Váránasí. Existují ovšem pochyby, zda byl autor této příručky skutečně jen jednou osobou. Mahábhárata uvádí Sušrutu mezi syny Višvámitry, legendárního mudrce. Jméno Sušruta lze přeložit jako „dobře slyšící“ či „naslouchající“.